# Gulhuvad karakara
Gulhuvad karakara (Daptrius chimachima) är en fågel i familjen falkar inom ordningen falkfåglar.

## Utseende och läte
Gulhuvad karakara är en ljusbeige rovfågel med mörkbruna vingar. I flykten syns beigefärgade vingfläckar. Ungfågeln är också beigefärgad men täckt av mörka streck. Arten är mest lik skrattfalken, men har till skillnad från denna bara ett mörkt streck genom ögat, inte en tjock svart ansiktsmask. Den är vidare mycket mindre än tofskarakaran och saknar dennas mörka hjässa. Lätet består av hårda skrin.

## Utbredning och systematik
Gulhuvad karakara delas in i två underarter:
- cordata – förekommer på savann från Costa Rica till Brasilien norr om Amazonfloden samt på Trinidad
- chimachima – förekommer från Brasilien söder om Amazonområdet till östra Bolivia, Paraguay och norra Argentina

### Släktestillhörighet
Gulhuvad karakara placeras traditionellt i släktet Milvago tillsammans med chimangokarakaran. Genetiska studier har dock visat att de inte är varandras närmaste släktingar, där chimangokarakaran står nära arterna i släktet Phalcoboenus, medan gulhuvad karakara är systerart till Daptrius. Eftersom de båda är en del av en klad falkar som alla är relativt nära släkt samt att inget vetenskapligt släktesnamn finns beskrivet för chimangokarakaran (gulhuvad karakara är typart för Milvago) har istället Daptrius expanderats för att även omfatta Milvago och Phalcoboenus.

## Levnadssätt
Gulhuvad karakara hittas i öppna miljöer som fält och flodkanter. Där ses den ofta sitta synligt. Den kan påträffas enstaka, i par eller i små familjegrupper.

## Status och hot
Arten har ett stort utbredningsområde och tros öka i antal. Internationella naturvårdsunionen IUCN listar den därför som livskraftig (LC). Beståndet uppskattas till i storleksordningen fem till 50 miljoner vuxna individer.

## Bilder

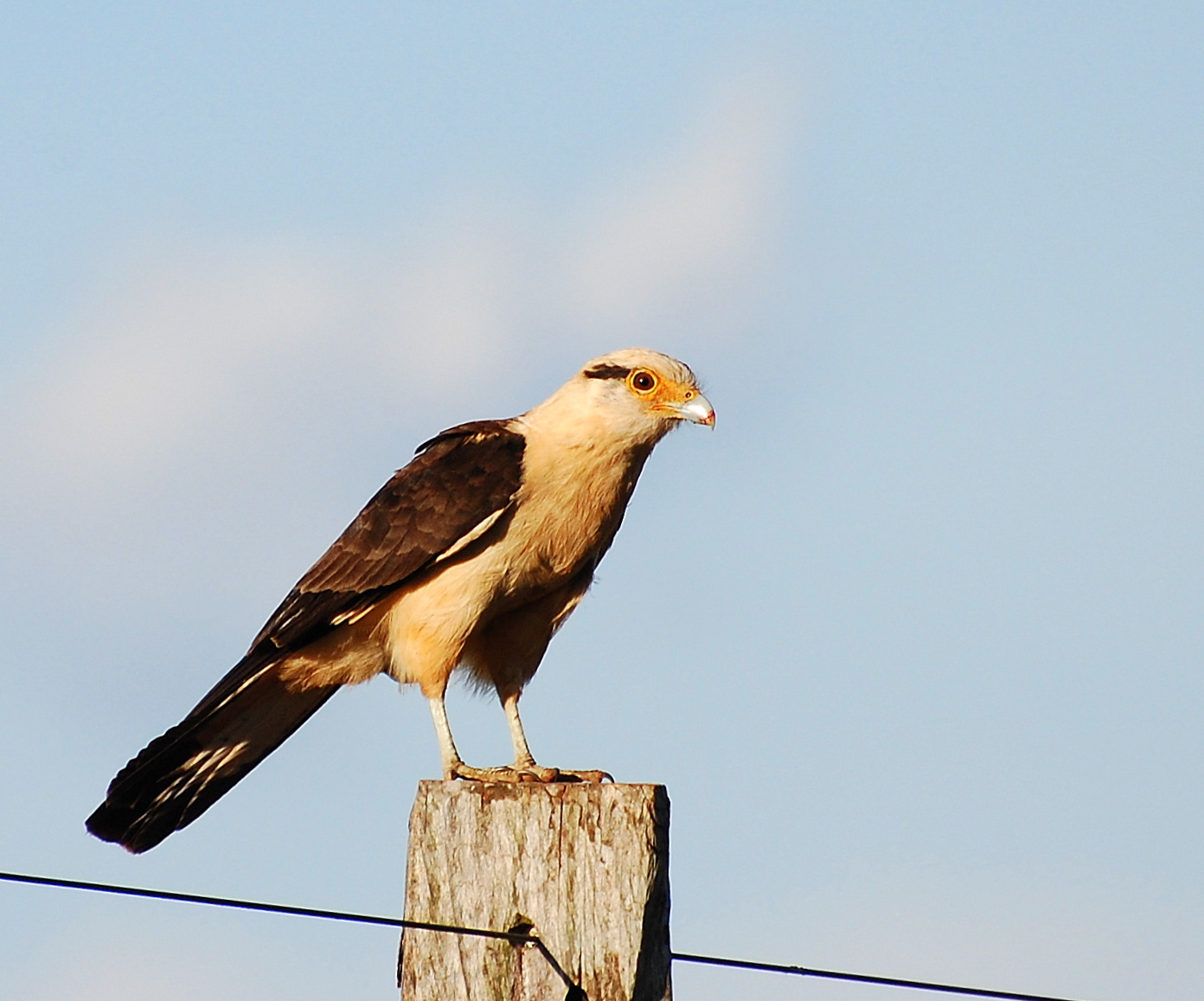
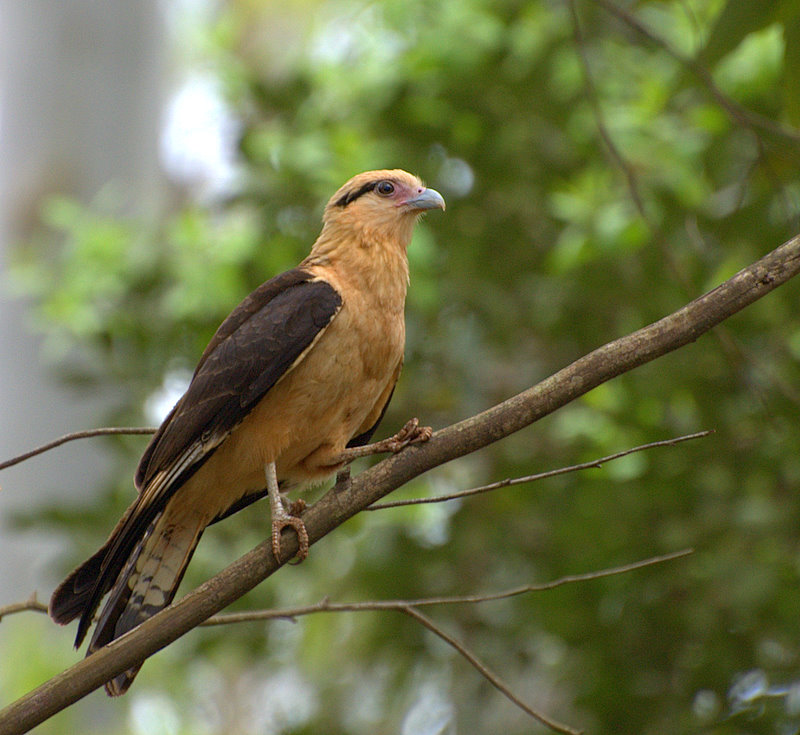
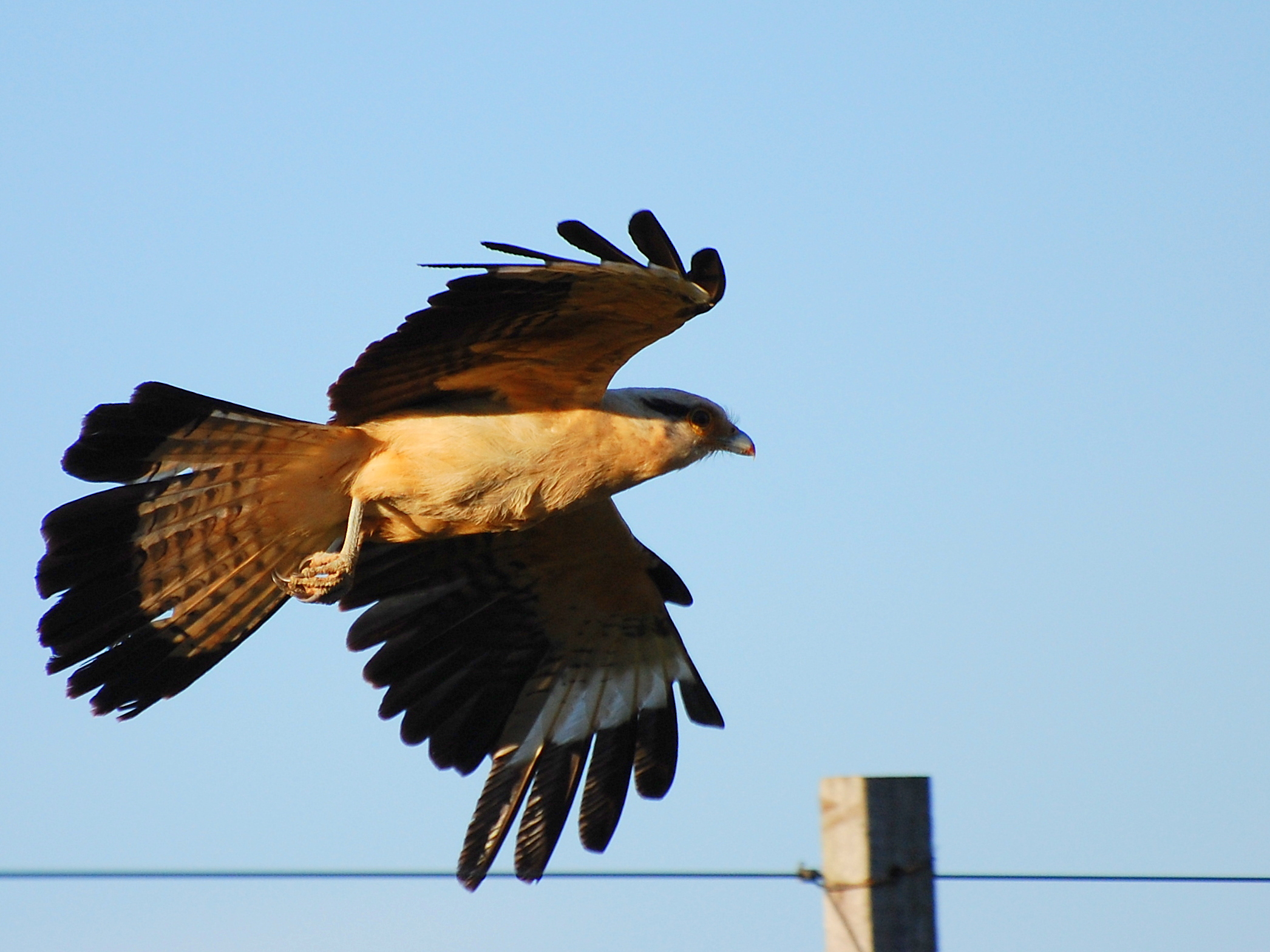
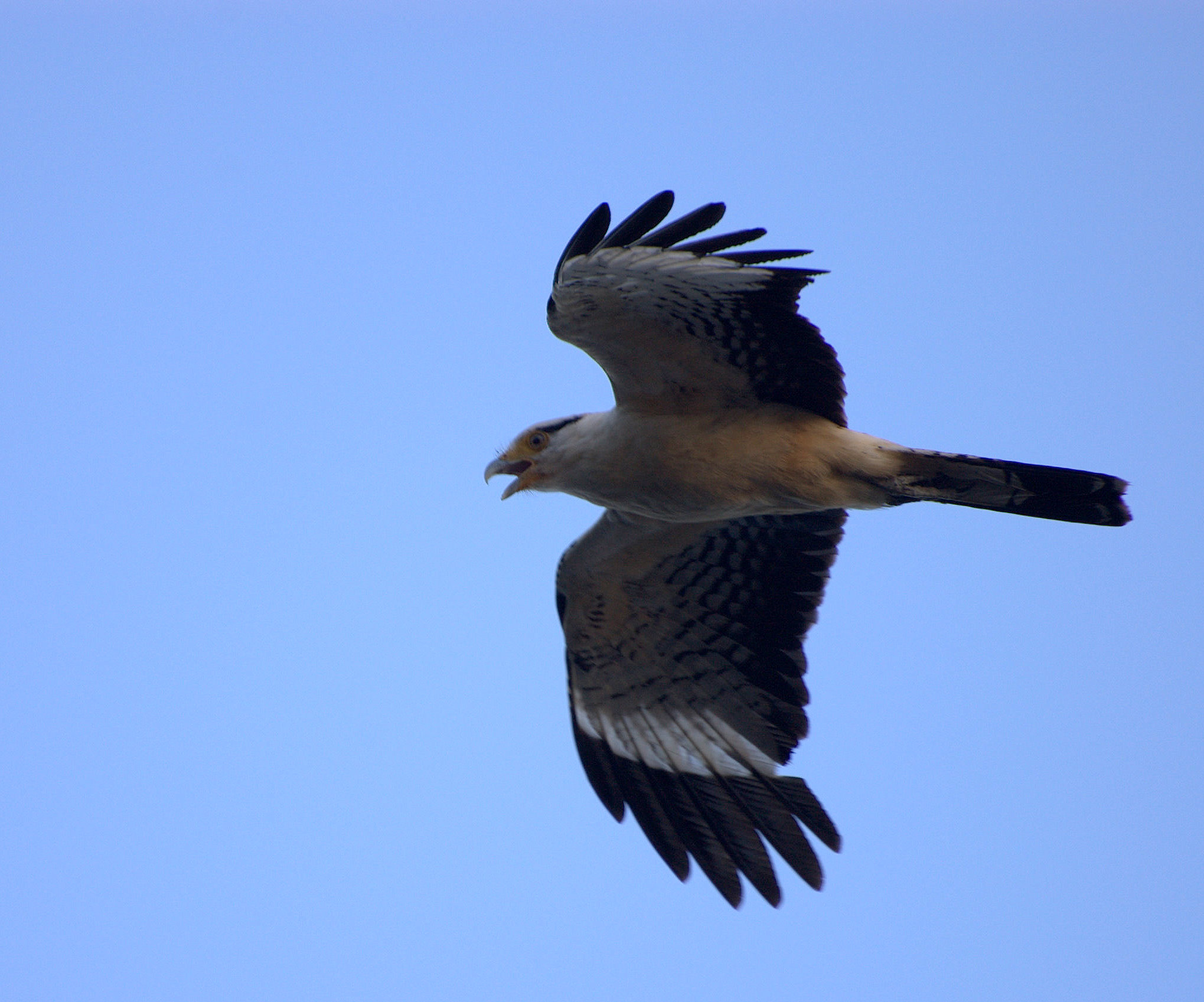